# Chiesa di Budești Josani
La chiesa di Budești è una chiesa cristiana ortodossa lignea intitolata a San Nicola sita nel villaggio di Budești, nel nord della Transilvania, in Romania.

## Storia
È una delle chiese lignee più rappresentative della regione e nel 1999 fu inserita dall'UNESCO nella lista dei patrimoni dell'umanità insieme ad altre sette chiese lignee del Maramureș.
Questa chiesa è databile al 1643 grazie ad un'iscrizione posta sopra il portale d'ingresso. Questa stessa iscrizione andò perduta durante l'ampliamento dell'ingresso nel 1923. La data dell'iscrizione fu confermata grazie a verifiche dendrologiche e la chiesa è stata ufficialmente datata tra il 1642 e il 1643, periodo durante il quale gli alberi utilizzati per realizzare la struttura furono abbattuti.
Pare che questa chiesa sia stata costruita dallo stesso carpentiere che realizzò la chiesa di Slătioara (prima del 1639) e quella di Sârbi Susani nel 1639.